# Deborrea robinsoni
Deborrea robinsoni är en fjärilsart som beskrevs av Jean Bourgogne 1964. Deborrea robinsoni ingår i släktet Deborrea och familjen säckspinnare. Inga underarter finns listade i Catalogue of Life.